# Prometi(III) chloride
Prometi(III) chloride là hợp chất hóa học của prometi và clo có công thức PmCl3.

## Ứng dụng
Prometi(III) chloride (với 147Pm) đã được sử dụng để tạo ra ánh sáng kéo dài trong đèn tín hiệu và nút. Ứng dụng này dựa vào tính chất không ổn định của prometi, phát ra bức xạ beta (electron) với chu kỳ bán rã vài năm. Các electron được hấp thụ bởi một phosphor, tạo ra ánh sáng nhìn thấy được. Không giống như nhiều loại hạt nhân phóng xạ khác, prometi-147 không phát ra các hạt alpha sẽ làm suy giảm phosphor.

## Tính chất
PmCl3 có cấu trúc tinh thể giống UCl3.